# Квантовий газ
Квантовий газ — це розріджений газ, що складається з частинок, довжина хвилі де Бройля яких значно перевищує радіус їхньої взаємодії. Умова розрідженості газу ({\displaystyle na^{3}\ll 1}, де {\displaystyle n} — концентрація газу, {\displaystyle a} — довжина розсіювання частинок, що характеризує радіус їхньої взаємодії) означає, що квантовий газ є майже ідеальним газом із розподілом частинок за енергіями близьким до того, який дає статистика Бозе-Ейнштейна або Фермі-Дірака, залежно від спіну частинок. Де-Бройлівська довжина хвилі {\displaystyle \Lambda \sim {\frac {\hbar }{\sqrt {2m\epsilon }}}}, ({\displaystyle \epsilon } — характерна енергія частинки з масою {\displaystyle m}). Тому умова {\displaystyle \Lambda \ll a}веде до наступного обмеження на температуру {\displaystyle T} квантового газу:
{\displaystyle kT\ll {\frac {\hbar ^{2}}{ma^{2}}}=kT_{*}}
Ця умова найменш жорстка для ізотопів водню й гелію, для яких {\displaystyle T_{*}\sim 1K}. Для важчих елементів обмеження накладається не лише на температуру, але й на густину газу, оскільки температура має бути вищою за температуру конденсації газу, а це можливо лише за малої густини.
Поняття квантового газу застосовують для газу електронів, або квазічастинок твердого тіла. Про неідеальні квантові гази див. Фермі-газ, Бозе-газ, Квантова рідина